# Фишер, Роберт Уильям
Роберт Уильям Фишер (англ. Robert William Fisher; 13 апреля 1961, Нью-Йорк, Нью-Йорк — предп. XXI век) — американский беглец, разыскиваемый за предполагаемое убийство его жены и двух детей и взрыв дома, в котором они жили в Скотсдейле (штат Аризона), совершённые 10 апреля 2001 года.
29 июня 2002 года Фишер был включён ФБР в список десяти наиболее разыскиваемых беглецов, скрывающихся от правосудия.
В апреле 2016 года сотрудники ФБР и полиция Скоттсдейла показали новые фотографии Роберта Фишера, которые были изменены с течением времени во время пресс-конференции, посвященной пятнадцатой годовщине убийства его жены и двух детей.
3 ноября 2021 года Фишер был исключен из списка наиболее разыскиваемых ФБР лиц.